# Myroslav Dykun
Myroslav Dykun (ur. 24 października 1982) – ukraiński, a od 2007 roku brytyjski zapaśnik walczący w obu stylach. Zajął 28 miejsce na mistrzostwach świata w 2011. Ósmy na mistrzostwach Europy w 2007. Złoty medalista Igrzysk Wspólnoty Narodów w 2010, gdzie reprezentował Anglię. Mistrz Wspólnoty Narodów w 2007 roku.